# Campsicnemus flexuosus
Campsicnemus flexuosus är en tvåvingeart som beskrevs av Octave Parent 1939. Campsicnemus flexuosus ingår i släktet Campsicnemus och familjen styltflugor. Inga underarter finns listade i Catalogue of Life.